# Wang Lei (cestista)
Wang Lei (王磊S, Wáng LěiP; Henan, 12 agosto 1986) è un ex cestista cinese.

## Carriera
Con la Cina ha disputato i Giochi olimpici di Pechino 2008 e i Campionati asiatici del 2009.